# GSG 9

GSG 9 insigne

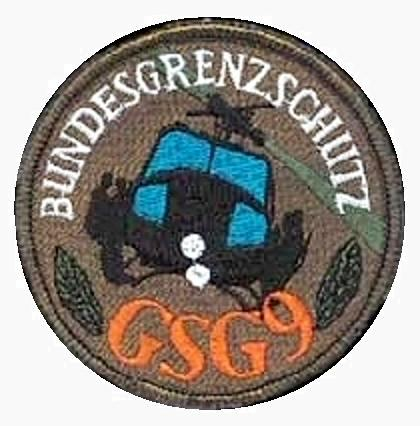
Oud insigne van GSG 9

De GSG 9 is een Duitse antiterreureenheid die in 1972 gevormd is naar aanleiding van de terroristische aanslag tijdens de Olympische Spelen van München het jaar ervoor. Het hoofdkwartier van de eenheid is Hangelar (bij Sankt Augustin) in Duitsland.
In tegenstelling tot de meeste andere landen die beschikken over antiterreureenheden, is de GSG 9 strikt genomen geen militaire eenheid maar een onderdeel van de Bundespolizei. De eenheid houdt zich niet alleen met reactieve terreurbestrijding (ingrijpen in bijvoorbeeld gijzelingsacties) bezig maar eveneens met het proactieve deel van terreurbestrijding. Dit omvat onder meer infiltratie in terreurorganisaties en een reeks andere activiteiten die aanleunen bij spionage.

## Naam
Bij de oprichting van GSG 9 werd deze bij de Bundesgrenzschutz ondergebracht. De afkorting stond voor Grenzschutzgruppe 9 en werd gekozen omdat er reeds acht Grenzschutzgruppen waren. In 2005 werd de Bundesgrenzschutz hernoemd tot Bundespolizei en verviel de naam Grenzschutzgruppe 9. GSG 9 is nu de enige officiële manier om deze eenheid aan te duiden.

## Selectie
De GSG 9 (soms ook aangeduid als C-9 of C9) kent een bijzonder strenge selectieprocedure. De opleiding zelf duurt 22 weken en behandelt onderwerpen als antiterrorisme, geheime operaties en een reeks gespecialiseerde academische (politieke en sociaal-psychologische richting) en tactische onderwerpen (strategische inzichten, reconaissance en dergelijke). Het meer academische karakter van de opleiding maakt de GSG 9 uniek in vergelijking met de overige antiterreureenheden. Veel rekruten (soms tot 80%) vallen af tijdens de training die ook fysiek en mentaal hoge eisen stelt.

## Opbouw en uitrusting
De GSG 9 omvat drie groepen: 1./GSG 9, 2./GSG 9 en 3./GSG 9. Deze eenheden zijn respectievelijk gespecialiseerd in antiterrorisme, maritieme interventies en luchtinterventies. De eerste twee groepen bestaan elk uit circa 100 manschappen, de laatstgenoemde uit slechts 50.

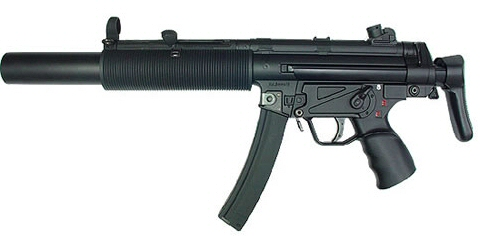
Heckler & Koch MP5

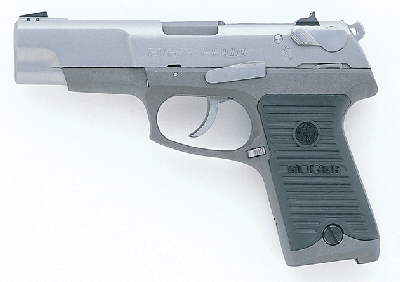
Ruger

Uitrusting en technologie vindt men bij GSG 9 uiterst belangrijk en geen investering lijkt te hoog om de eenheden van de meest geavanceerde wapens en instrumenten te voorzien. Het wapenarsenaal van de GSG 9 is heel divers en omvat onder meer een reeks varianten van de HK MP5; daarnaast een aantal geweren zoals de HK 7.62mm G8. Verder zijn er nog de scherpschuttersgeweren: onder meer de Heckler & Koch PSG-1, de SP86 en de Mauser SP66, allemaal van 7.62mm kaliber. Als handwapens dienen onder andere de Smith & Wesson en Ruger .357 magnum revolvers en de Glock 17 9mm.

## Operaties
De meeste operaties van de GSG 9 vinden plaats in het grootste geheim, enkele zijn echter wel bekend. Hieronder een overzicht van een aantal operaties waarin de GSG 9 betrokken is geweest.
- 17-18 oktober 1977: Lufthansa-vlucht 181 werd gekaapt door 4 Palestijnse terroristen, alle 86 gijzelaars werden bevrijd en 3 van de 4 gijzelnemers werden gedood.
- 1982: Arrestatie van RAF-terroristen Brigitte Mohnhaupt en Adelheid Schulz.
- 27 juni 1993: Arrestatie van RAF-terroristen Birgit Hogefeld en Wolfgang Grams.
- 1993: Beëindiging gijzeling van KLM-toestel dat onderweg was van Tunis naar Amsterdam en werd herleid naar Düsseldorf.
- 1994: Beëindiging gijzeling in de gevangenis van Kassel.
- 1998: Arrestatie van een man die probeerde om de Deutsche Bahn af te persen.
- 1999: Arrestatie van Metin Kaplan.
- 1999: Arrestatie van twee leden van de Rote Zellen in Berlijn.
- 1999: Betrokken bij de beëindiging van een gijzeling in de Centrale Bank in Aken.
- 2001: Arrestatie van twee spionnen in Heidelberg.
- 2001: Assistentie bij de bevrijding van vier Duitse toeristen in Egypte.
- 2002: Verschillende arrestaties van terroristen naar aanleiding van de aanslagen op 11 september 2001 in de Verenigde Staten.
- 2004: Beveiliging van de ambassade en personeel in Bagdad, Irak. Bij deze missie kwamen 2 GSG 9-leden om toen hun konvooi in een hinderlaag reed.
- 2012: Betrokken bij de arrestatie van Hells Angels-leider Frank Hanebuth.
- 2016: Ingezet bij een schietpartij in München, onder meer bij de inval in het huis van de dader.
- 2021: Bijstand in de zoektocht naar Jürgen Conings.[1]

### Operatie 'Vuurwerk'
Een van de bekendste missies van de GSG 9 vond plaats in 1977, toen de Boeing 737 Landshut van Lufthansa gekaapt werd door terroristen. De kapers bestonden uit twee mannen en twee vrouwen die de vrijlating van gedetineerde RAF-terroristen eisten. Nadat de gezagvoerder van het toestel was omgebracht werd de GSG 9 door de Duitse overheid opgetrommeld.
De GSG 9 eenheden kwamen ter plaatse op 17 oktober 1977 om 17.30 uur. Ook aanwezig waren twee Britse SAS-officieren die echter een totaal andere tactiek wilden toepassen. Leden van de GSG 9 benaderden samen met de twee SAS-officieren het vliegtuig langs de achterkant. Om 23.50 uur werden met behulp van lokale Somalische militairen afleidingsmanoeuvres op touw gezet om de aandacht van de terroristen af te leiden. De terroristen werd intussen wijsgemaakt dat aan hun eisen zou worden voldaan. Toen werd een groot vuur ontstoken door Somalische strijdkrachten op zo'n 100 meter van de neus van het vliegtuig. Om 00.05 uur begon de bestorming. Met behulp van rubberen ladders beklommen twintig GSG 9-commando's het vliegtuig. Eén vrouwelijke terrorist, die hen de weg versperde, werd meteen gedood. De andere vrouw vluchtte naar de achterkant van het vliegtuig en barricadeerde zich in het toilet. Ze werd zwaargewond door het MP5-vuur van de commando's, maar overleefde uiteindelijk haar verwondingen. Twee minuten na het begin van de aanval was het passagiersgedeelte van het vliegtuig in handen van de GSG 9 en werden de passagiers geëvacueerd. Daarna moment begon de strijd om de cockpit. De leider van de terroristen wierp twee handgranaten naar de GSG 9-commando's. Deze kwamen onder vliegtuigstoelen tot ontploffing en richtten verder weinig schade aan. De terroristenleider werd vervolgens door MP5-vuur uitgeschakeld als vierde en laatste terrorist. Hij werd in het hoofd geraakt door verschillende .38-kogels van de leider en de 'vader' van de GSG 9, Ulrich Wegener. Elf minuten na het begin van de interventie was het vliegtuig volledig in handen van de commando's die daarbij geen verliezen leden.